# Cantone di La Couronne
Il Cantone di La Couronne è una divisione amministrativa dell'arrondissement di Angoulême.
A seguito della riforma approvata con decreto del 20 febbraio 2014, che ha avuto attuazione dopo le elezioni dipartimentali del 2015, è passato da 7 a 4 comuni.

## Composizione
I 7 comuni facenti parte prima della riforma del 2014 erano:
- La Couronne
- Fléac
- Nersac
- Puymoyen
- Roullet-Saint-Estèphe
- Saint-Michel
- Vœuil-et-Giget

Dal 2015 i comuni appartenenti al cantone sono i seguenti 4:
- La Couronne
- Nersac
- Puymoyen
- Saint-Michel